# 登別市郷土資料館
登別市郷土資料館（のぼりべつしきょうどしりょうかん）は、北海道登別市片倉町6丁目27番地2 （幌別ダムの向かい）にある地上3階建ての郷土博物館である。建物のモデルは白石城。

## 主な展示内容
- 1F：明治から昭和にかけて実際に使用していた生活必需品、国鉄時代の物品、第一次産業で使用していた器具類など
- 2F：登別の開拓に携わった、片倉家（仙台藩白石城主）と白石藩家臣の歴史に関する史料
- 3F：知里真志保とアイヌ文化に関する史料

## 主な行事
- 毎月第2・第4土曜日に子どもなどを対象に体験学習を行っている。

## 利用時間
- 4月～10月：10時00分～17時00分
- 11月～3月：10時00分～16時00分

## 休館日
- 月曜日、祝日の翌日、年末年始

## 入館料
- 大人：190円
- 小・中学生：60円